# إيفانز كوندوغبيا
إيفانز كوندوغبيا (بالفرنسية: Evans Kondogbia)‏ هو لاعب كرة قدم فرنسي ووسط أفريقي في مركز الهجوم، ولد في 3 مايو 1989 في نمور في فرنسا. شارك مع منتخب جمهورية أفريقيا الوسطى لكرة القدم. أما مع النوادي، فقد لعب مع إنتر ميلان وسريع ميشيلين ونادي أرليه أفينيون ونادي رويال شارلروا ونادي لوريان ونادي لييج.

## وصلات خارجية
- إيفانز كوندوغبيا على موقع قاعدة بيانات كرة القدم.إي يو (الإنجليزية)
- إيفانز كوندوغبيا على موقع ناشيونال فوتبول تيمز (الإنجليزية)
- إيفانز كوندوغبيا على موقع Soccerway.com (الإنجليزية)